# Jerzy Maksymiuk
Jerzy Jan Maksymiuk (Hrodna, 9 aprile 1936) è un compositore, direttore d'orchestra e pianista polacco.

## Biografia
Maksymiuk studiò violino, pianoforte, direzione d'orchestra e composizione al Conservatorio di Varsavia. Nel 1964 vinse il primo premio al Paderewski Piano Competition. La direzione divenne presto la sua carriera principale. Mentre lavorava al Grand Theatre di Varsavia, fondò la Polish Chamber Orchestra, che debuttò in Gran Bretagna nel 1977 e successivamente ha fatto tournée in tutto il mondo. Tra il 1975 e il 1977 Jerzy Maksymiuk ricoprì anche la carica di direttore principale della Polish National Symphony Orchestra. Nel 1993 è diventato direttore principale della Filarmonica di Cracovia.
Dal 1983 al 1993 Maksymiuk è stato direttore principale dell'Orchestra Sinfonica Scozzese della BBC (BBC SSO), con la quale è apparso in ogni stagione agli Henry Wood Promenade Concerts di Londra. Insieme hanno fatto molti tour oltreoceano. Ora è direttore laureato della BBC SSO. In Gran Bretagna Maksymiuk ha anche diretto la BBC National Orchestra of Wales, la BBC Philharmonic, la City of Birmingham Symphony Orchestra, la London Symphony Orchestra, la London Philharmonic Orchestra e The Philharmonia. Inoltre ha diretto numerose orchestre in Europa, Stati Uniti e Giappone, Australia e Israele.
Nell'aprile del 1990 è stato insignito del titolo onorario di dottore in lettere presso la Strathclyde University.
Tra le sue incisioni figura la prima esecuzione integrale in Occidente della massiccia Sinfonia in si minore "Polonia" di Paderewski, che ha anche suonato in concerto in Polonia.

## Film
- 2018 - Concerto for Two dal regista polacco di film documentari Tomasz Drozdowicz.[2]